# 22203 Prothoenor
22203 Prothoenor è un asteroide troiano di Giove del campo greco. Scoperto nel 1960, presenta un'orbita caratterizzata da un semiasse maggiore pari a 5,2011504 UA e da un'eccentricità di 0,1017284, inclinata di 1,38054° rispetto all'eclittica.
L'asteroide è dedicato a Protoenore, comandante acheo.